# منتجع البحر الأحمر للغوص (فلم)
منتجع البحر الأحمر للغوص (المعروف أيضًا باسم Operation Brothers) أو عائدون من بحر الحبشة هو فيلم مثير للتجسس لعام 2019 من تأليف وإخراج جدعون راف. يقوم الفيلم بدور البطولة كريس إيفانز كعامل في الموساد الإسرائيلي يدير عملية سرية تساعد اللاجئين الإثيوبيين اليهود على الهروب إلى ملاذ آمن في إسرائيل. مايكل كينيث ويليامز، هالي بينيت، اليساندرو نيفولا، ميشيل هويسمان، كريس تشالك، جريج كينير، وبن كينجسلي، يلعبون دورًا مساندًا.
يعتمد الفيلم بشكل فضفاض على أحداث عملية موسى وعملية جوشوا في 1984-1985، حيث قام الموساد بإجلاء اللاجئين الإثيوبيين اليهود إلى إسرائيل. تم عرض الفيلم في مهرجان سان فرانسيسكو للسينما اليهودية في 28 يوليو 2019، وتم إصداره في 31 يوليو 2019 بواسطة نتفليكس. كان رد الفعل النقدي للفيلم سلبيا في الغالب.

## قطعة
يعمل كابيدي بيمرو، وهو يهودي إثيوبي، مع عميل الموساد الإسرائيلي أري ليفينسون لإجلاء اللاجئين اليهود الإثيوبيين إلى إسرائيل. يدرك آري أنه سيتم تحسين قدرته على العمل في إثيوبيا إذا كان لديه نشاط تغطية من شأنه أن يعطيه سبباً لوجود مبنى وسيارة. يقترح على ضابط المخابرات الإسرائيلي إيثان ليفين خطة تسمح له بإجلاء عدد أكبر بكثير من اللاجئين: استئجار منتجع البحر الأحمر للغطس، وهو فندق ساحلي مهجور في السودان، وإدارته كواجهة لتسهيل نقل اللاجئين إلى خارج البلاد. تمت الموافقة على الخطة غير التقليدية على مضض، ويقوم آري بتجنيد زملائه السابقين في الموساد، راشيل رايتر، جيك وولف، ماكس روز، وسامي نافون، لمساعدته.
بعد وقت قصير من وصول الفريق إلى دولة السودان الإسلامية، تلهم الكتيبات التي طبعوها السياح الفعليين للبدء في الوصول إلى المنتجع. على الرغم من أن الضيوف المستضيفين لم يكونوا في الأصل جزءًا من الخطة، إلا أن ليفينسون يدرك أن السائحين سيوفرون تغطية لعمليات الفريق، وبالتالي فإن الفريق يدير المنتجع كعمل تجاري شرعي بينما يقوم في نفس الوقت بإجلاء اللاجئين إلى سفينة إسرائيلية تنتظرهم قبالة الساحل. كانت الخطة ناجحة في البداية، ويتم تنفيذ عمليات استخراج متعددة، لكن العقيد السوداني عبد أحمد يعلم من بيمرو بعد استجوابه ثم قتل مجموعة من اللاجئين. يزور أحمد المنتجع للتحقيق لكنه لا يكتشف عملية اللاجئين.
في إحدى الليالي، يتم اعتقال آري وسامي بعد فرار بعثة إجلاء من الجنود السودانيين. يتم إطلاق سراحهم والعودة إلى المنتجع للعثور على ليفين في انتظارهم؛ يخبر المجموعة أن المهمة قد تم اختراقها وأنه تم إلغاؤها.
يزور أحمد المنتجع مرة أخرى، وتضطر راشيل إلى قتل أحد رجاله بعد أن اكتشف الجندي مجموعة من اللاجئين المختبئين هناك. لإجلائهم، قرر آري إجراء عملية استخراج أخيرة للاجئين على متن طائرة شحن بمساعدة من والتون بوين، وهو ضابط بوكالة الاستخبارات المركزية. نقل آري وفريقه اللاجئين إلى مطار بريطاني مهجور. الفريق وبيمرو نجا بصعوبة من أحمد واستخرجا أنفسهم واللاجئين.

## البطولة
- كريس إيفانز في دور آري ليفينسون
- مايكل ك. ويليامز في دور كابيدي بيمرو
- هالي بينيت في دور راشيل رايتر
- ميشيل هوزمان في دور جاكوب «جيك» وولف
- اليساندرو نيفولا في دور سامي نافون
- جريج كينير في دور والتون بوين
- بن كينغسلي في دور إيثان ليفين
- أليكس هاسيل في دور ماكس روز
- مارك إيفانير في دور باراك إسحاق
- كريس تشالك في دور العقيد عبد احمد
- ألونا تل بدور سارة ليفينسون

## إنتاج
يعتمد منتجع البحر الأحمر للغطس بشكل فضفاض على أحداث عملية موسى وعملية جوشوا (يشار إليها مجتمعة باسم عملية الإخوة)، والتي نُقل فيها اليهود الإثيوبيون سراً من مخيمات اللاجئين في السودان إلى إسرائيل خلال الثمانينات. يقع المنتجع المهجور الفعلي، قرية هوليداي عروس على البحر الأحمر، على بعد حوالي 70 كم من بورتسودان ويديره عملاء الموساد حتى عام 1985. تم الكشف عن وجود هذه العمليات لأول مرة في كتاب جاد شمرون للموساد (الرحيل) لعام 1998 : إنقاذ جريء للقبيلة اليهودية المفقودة ، على الرغم من أن الفيلم غير مرتبط بالكتاب.
في أغسطس 2015، اشترت فوكس سيرش لايت بيكتشرز حقوق الفيلم. تم الإعلان عن تطوير الفيلم للمرة الأولى في مارس 2017، حيث قام جدعون راف بإخراج وكتابة السيناريو، وكريس إيفانز وهيلي بينيت. في أبريل، انضم مايكل كينيث ويليامز إلى المشروع. في شهر مايو، تمت إضافة غريغ كينير وأليساندرو نيفولا وبن كينغسلي إلى فريق التمثيل، مع تحديد تاريخ بدء التصوير بتاريخ 22 يونيو 2017. تم إلقاء كريس تشالك في 15 يونيو. وقع إطلاق النار في جنوب إفريقيا وناميبيا.

## إطلاق الفيلم
في فبراير 2019، حصلت نتفليكس على حقوق التوزيع للفيلم. وكان العرض الأول في العالم في مهرجان سان فرانسيسكو السينمائي اليهودي يوم 28 يوليو، 2019. تم إصداره في 31 يوليو 2019.

## استقبال
على روتن توميتوز، حاز الفيلم على نسبة موافقة تبلغ 30٪ بناءً على 40 تقييمًا، بمتوسط مرجح قدره 4.68 / 10. ومع ذلك أعطت الاستعراضات العامة 80 ٪. يقول الإجماع النقدي لموقع الويب: «يستخدم منتجع البحر الاحمر للغوص الأحداث غير المستوحاة من الأحداث الفعلية، وذلك باستخدام شخصيات مكتوبة رفيعة لرواية قصة خرجت عن مسارها عن طريق نواياها الحسنة». في ميتاكريتيك، حصل الفيلم على 29 درجة من أصل 100، بناءً على تقييمات من 7 نقاد، مما يشير إلى «مراجعات غير مواتية عمومًا».
أعطى بيتر ديبروج من مجموعة متنوعة للفيلم استعراضًا سلبيًا، يلخص ما يلي: «القصة المذهلة لمهمة إنقاذ حقيقية لليهود الإثيوبيين قام بها عملاء الموساد الإسرائيليون، يقوم فيلم نتفليإكس الخيالي الليبرالي هذا بعرض مسرحية» مجمع المنقذ الأبيض «إلى أقصى الحدود المخزية».

## روابط خارجية
- مقالات تستعمل روابط فنية بلا صلة مع ويكي بيانات